# Cerynia maria
Cerynia maria är en insektsart som först beskrevs av White 1846.  Cerynia maria ingår i släktet Cerynia och familjen Flatidae.

## Underarter
Arten delas in i följande underarter:
- C. m. rosea
- C. m. completa
- C. m. lutescens
- C. m. tenella